# Sangzao
Sangzao (kinesiska: 桑枣镇, 桑枣) är en köping i Kina. Den ligger i provinsen Sichuan, i den sydvästra delen av landet, omkring 110 kilometer norr om provinshuvudstaden Chengdu. Antalet invånare är 30 016. Befolkningen består av 14 910 kvinnor och 15 106 män. Barn under 15 år utgör 17,0 %, vuxna 15-64 år 70 %, och äldre över 65 år 11,0 %.
Genomsnittlig årsnederbörd är 1 218 millimeter. Den regnigaste månaden är juli, med i genomsnitt 367 mm nederbörd, och den torraste är december, med 4 mm nederbörd.